# The Essential Iron Maiden
The Essential Iron Maiden är den brittiska heavy metal-gruppen Iron Maidens sjätte samlingsskiva, släppt den 5 juli 2005. Albumet släpptes endast i Nordamerika för att få en större målgrupp som skulle börja lyssna på bandet. I Europa släpptes istället en uppdaterad version av ”Edward The Great” vid samma tid. 

## Låtlista

### Skiva 1
1. Paschendale (Harris/Smith) - 8:26
2. Rainmaker (Dickinson/Harris/Murray) - 3:48
3. The Wicker Man (Dickinson/Harris/Smith) - 4:35
4. Brave New World (Dickinson/Harris/Murray) - 6:18
5. Futureal (Bayley/Harris) - 2:56
6. The Clansman (Harris) - 8:59
7. Sign of the Cross (Harris) - 11:16
8. Man on the Edge (Bayley/Gers) - 4:11
9. Be Quick or Be Dead (Dickinson/Gers) - 3:23
10. Fear of the Dark (live) (Harris) - 7:52
11. Holy Smoke (Dickinson/Harris) - 3:47
12. Bring Your Daughter...To the Slaughter (Dickinson) - 4:43
13. The Clairvoyant (Harris) - 4:26

### Skiva 2
1. The Evil That Men Do (Dickinson/Harris/Smith) - 4:34
2. Wasted Years (Smith) - 5:06
3. Heaven Can Wait (Harris) - 7:20
4. 2 Minutes to Midnight (Dickinson/Smith) - 6:00
5. Aces High (Harris) - 4:29
6. Flight of Icarus (Dickinson/Smith) - 3:51
7. The Trooper (Harris) - 4:12
8. The Number of the Beast (Harris) - 4:52
9. Run to the Hills (Harris) - 3:54
10. Wrathchild (Harris) - 2:55
11. Killers (Di'Anno/Harris) - 5:01
12. Phantom of the Opera (Harris) - 7:06
13. Running Free (live) (Di'Anno/Harris) - 8:43
14. Iron Maiden (live) (Harris) - 4:49

## Medverkande
- Blaze Bayley - Sång
- Paul Di'Anno - Sång
- Bruce Dickinson - Sång
- Nicko McBrain - Trummor
- Clive Burr - Trummor
- Dave Murray - Gitarr
- Adrian Smith - Gitarr
- Dennis Stratton - Gitarr
- Janick Gers - Gitarr
- Steve Harris – Bas